# El castillo maldito (película de 1953)
El castillo maldito es una readaptación de 1953 de la película homónima de 1940 que, de una obra teatral escrita por Paul Dickey y Charles W. Goddard, ya había hecho la propia Paramount como vehículo de lucimiento de sus estrellas Bob Hope y Paulette Goddard.
La Paramount, de nuevo, aprovecha este material para sacar partido al tirón en taquilla de la pareja de cómicos formada por Jerry Lewis y Dean Martin. En ambas adaptaciones dirige George Marshall y Walter DeLeon firma el guion (en la primera versión en solitario, y en la de 1953, junto con Ed Simmons, Herbert Baker.

## Argumento
Un cantante y un conductor de autobús se ven atrapados en una casa encantada y tendrán que hacer frente a unos amenazantes muertos vivientes.

## Otros créditos
- Productora: Paramount Pictures.
- Productor Ejecutivo: Joseph H. Hazen.
- Color: Blanco y negro
- Sonido: Hugo Grenzbach y Walter Oberst
- Director musical: Joseph J. Lilley
- Asistente de dirección: Charles C. Coleman
- Montaje: Warren Low
- Efectos especiales: Gordon Jennings y Paul K. Lerpae
- Dirección artística: Franz Bachelin y Hal Pereira
- Decorados: Sam Comer y Ross Dowd
- Diseño de vestuario: Edith Head
- Maquillaje: Wally Westmore
- Coreografía: Billy Daniel